# بسنتسونه
بسنتسونه (به ایتالیایی: Besenzone) یک کومونه در ایتالیا است که در استان پیاچنزا واقع شده‌است.

## خصوصیات
بسنتسونه ۲۳٫۹ کیلومترمربع مساحت و ۹۸۹ نفر جمعیت دارد و ۴۸ متر بالاتر از سطح دریا واقع شده‌است.